# Oskar Oesterle
Oskar Oesterle (* 13. Juli 1903 in Straßburg; † 2. November 1964 in Freiburg im Breisgau) war ein deutscher Staatsbeamter und Bergwerksdirektor.

## Leben und Wirken
Oesterle war der Sohn des Berufsschuldirektors Hermann Oesterle und seiner Ehefrau Elisabeth, geborene Blaesy. In seiner Jugend besucht er die Oberrealschule in Mülhausen im Elsass und nach der Ausweisung der Familie aus dem Elsass anlässlich der Angliederung dieses Gebietes an Frankreich infolge des Versailler Friedensvertrages die Oberrealschule in Freiburg im Breisgau und Offenbach. An der letzteren erlangte er am 17. März 1922 das Reifezeugnis.
Ab dem Sommersemester 1922 studierte Oesterle Rechtswissenschaften. Nach sieben Semestern an den Universitäten Frankfurt am Main, Freiburg und München bestand er am 21. November 1925 in Frankfurt die erste juristische Staatsprüfung. Am 19. Dezember 1925 wurde er zum Referendar beim Oberlandesgerichtsbezirk Kassel ernannt und war er in der Folge seit dem 24. Dezember 1925 bei der Staatsanwaltschaft, beim Amts- und Landgericht Hanau im Vorbereitungsdienst beschäftigt.
1927 promovierte er bei Hans Otto de Boor mit einer Arbeit über Pachtrecht zum Dr. jur. (mündliche Prüfung am 2. März 1927). Anschließend wurde er als Regierungsassessor in den Polizeidienst übernommen. Als Leiter des Dezernats 6 („Rechtsradikale Partei- und Vereinswesen, rechtsradikale politische Bewegungen und Bestrebungen sowie rechtsradikale Kultur und Wirtschaftspolitik“) in der Abteilung I des Berliner Polizeipräsidiums in den Jahren 1931 bis 1932 war Oesterle maßgeblich für die Bekämpfung des Rechtsextremismus und speziell der Nationalsozialisten in der ausgehenden Weimarer Republik verantwortlich. Oesterle gehörte der SPD an.
Nach dem Preußenschlag vom Sommer 1932 wurde Oesterle von der Papen-Regierung in die Abteilung K des Berliner Polizeipräsidiums abgeschoben. 1933 wurde er von den Nationalsozialisten ans Polizeipräsidium Gleiwitz und die Polizeidirektion in Beuthen versetzt. Aus möglicherweise taktischen Gründen trat er dem SA-Motorsturm bei und blieb in der Zeit des Nationalsozialismus relativ unbehelligt Staatsbeamter.
Während des Zweiten Weltkriegs war Oesterle in der Verwaltung des besetzten Elsass-Lothringens tätig. Über seine Entnazifizierung ist nichts bekannt. Nach dem Krieg amtierte er als Ministerialrat in Baden-Württemberg und dann als Direktor des  Kalisalzbergwerks Buggingen und als Vizepräsident der Industrie- und Handwerkskammer in Freiburg im Breisgau.

## Ehrungen
- 1952: Verdienstkreuz am Bande der Bundesrepublik Deutschland

## Schriften
- Pachtrecht im Reichssiedelungs-Gesetz, 1927. (Dissertation)